# Фурини, Франческо
Франческо Фурини (итал. Francesco Furini; 10 апреля 1603, Флоренция — 19 августа 1646, там же) — итальянский живописец академического направления флорентийской школы.

## Биография
Родился во Флоренции в семье художника. Его отец, Филиппо, был портретистом, сестра Алессандра также занималась живописью, а другая сестра Ангелика была певицей при дворе Козимо II Медичи. Фурини сформировался в академическом кругу Биливерти и Маттео Росселли, а его образование завершилось путешествием в Рим, где он познакомился со своим соотечественником Джованни да Сан Джованни, и Венецию. В 1633 году он стал священником, но не оставил занятий живописью, которой занимался в своем приходе Сант-Ансано ин Муджелло. Однако из-за обилия заказов на мифологические («Смерть Адониса», Будапешт, Музей изящных искусств; «Три грации», Санкт-Петербург, Государственный Эрмитаж) и религиозные сюжеты («Адам и Ева», Флоренция, Палаццо Питти; «Лот с дочерьми», Мадрид, Прадо; «Мария Магдалина», Вена, Музей истории искусств; «Святая Лючия», Рим, Галерея Спада), в которых преобладали женские обнаженные фигуры, представленные в томных позах, он вскоре возвращается во Флоренцию. Томная и окутанная голубоватой дымкой живопись Фурини не вписывается в рамки тосканского реализма того времени; ей присущ рафинированный, полный эротики идеализм. Фурини исполнил также две фрески, прославляющие Лоренцо Великолепного, написанные в 1636 году для Музея дельи Ардженти в Палаццо Питти; ему принадлежит и серия рисунков (Флоренция, Уффици, Кабинет рисунков).